# Dave Bewley
David G. Bewley (22 tháng 9 năm 1920 – 6 tháng 3 năm 2013) là một cầu thủ bóng đá người Anh thi đấu ở vị trí hậu vệ cho nhiều đội ở Football League. Ông sinh ra ở Bournemouth, Anh. Ông mất ngày 6 tháng 3 năm 2013. Khi mất, ông là cầu thủ lớn tuổi nhất của Reading.